# Minoa monochroaria
Minoa monochroaria là một loài bướm đêm trong họ Geometridae.